# Yevgeni Lomtiev
Yevgeni Lomtiev (Unión Soviética, 20 de octubre de 1961) es un atleta soviético retirado especializado en la prueba de 400 m, en la que consiguió ser campeón europeo en pista cubierta en 1983.

## Carrera deportiva
En el Campeonato Europeo de Atletismo en Pista Cubierta de 1983 ganó la medalla de oro en los 400 metros, con un tiempo de 46.20 segundos que fue récord de los campeonatos, por delante del británico Ainsley Bennett y del español Ángel Heras.